# Przedszkole (Dolina Będkowska)
Przedszkole – skała w górnej części lewych zboczy Doliny Będkowskiej na Wyżynie Krakowsko-Częstochowskiej. Znajduje się w Grupie Łabajowej i jest najbardziej na północ wysuniętą skałą w tej grupie. Administracyjnie znajduje się w granicach wsi Bębło w województwie małopolskim, w powiecie krakowskim, w gminie Wielka Wieś
Nazwa skały pochodzi od tego, że jest niewysoka i została przygotowana specjalnie dla najmłodszych wspinaczy z rodzicami. Po przygotowaniu jej do wspinaczki skała ta stała się także popularnym obiektem treningowym dla kursów wspinaczkowych. Przygotowanie skały do wspinaczki odbyło się dzięki staraniom fundacji Wspinka i pracy społecznej wspinaczy, a sfinansowane zostało przez gminę Wielka Wieś. Przed skałą zamontowano tablicę informacyjną ze skałoplanem. Skała znajduje się na terenie prywatnym. Fundacja Wspinka na swojej stronie podaje warunki pod jakimi można na niej uprawiać wspinaczkę.
Jest to zbudowana z wapieni skała o wysokości 10 m i pionowych ścianach. Znajduje się w cieniu.

## Drogi wspinaczkowe
Jest 13 dróg wspinaczkowych o trudności od II do V+ w skali polskiej. Na niemal wszystkich zamontowano stałe punkty asekuracyjne: ringi (r) i stanowiska zjazdowe(st) lub dwóch ringów zjazdowych (drz).

1. Rajtuzy; IV+, 3r + st
2. Przedszkolanka; V, 3r + st
3. Filarek malucha; III, 3r + st
4. Ścianka starszaka; V+, 2r + st
5. Średniaki; V-, 2r + st
6. Od przedszkola do pola; III-, 2r + st
7. Deforma edukacji; IV, 2r + st
8. Minister łżedukacji; IV, 2r + drz
9. Zacięcie rocznika; IV-, 2r + + drz
10. Rodzina Trzasków; V+, 2r + + drz
11. Wrocław na dół; V-, 2r + + drz
12. Filarek Tadzika; III-, 2r + + drz
13. Ścianka Wandzi; II, tr + st[3]

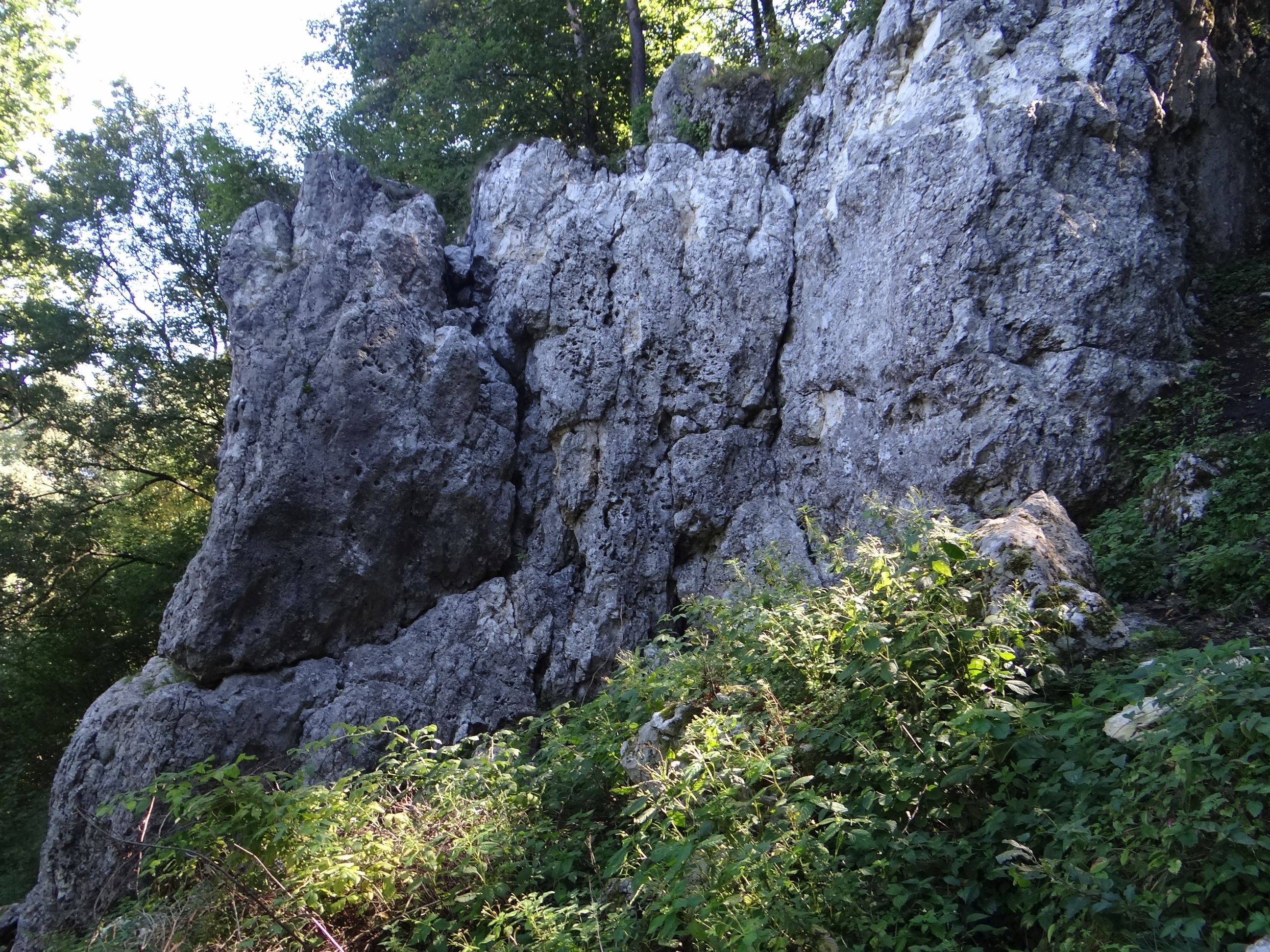
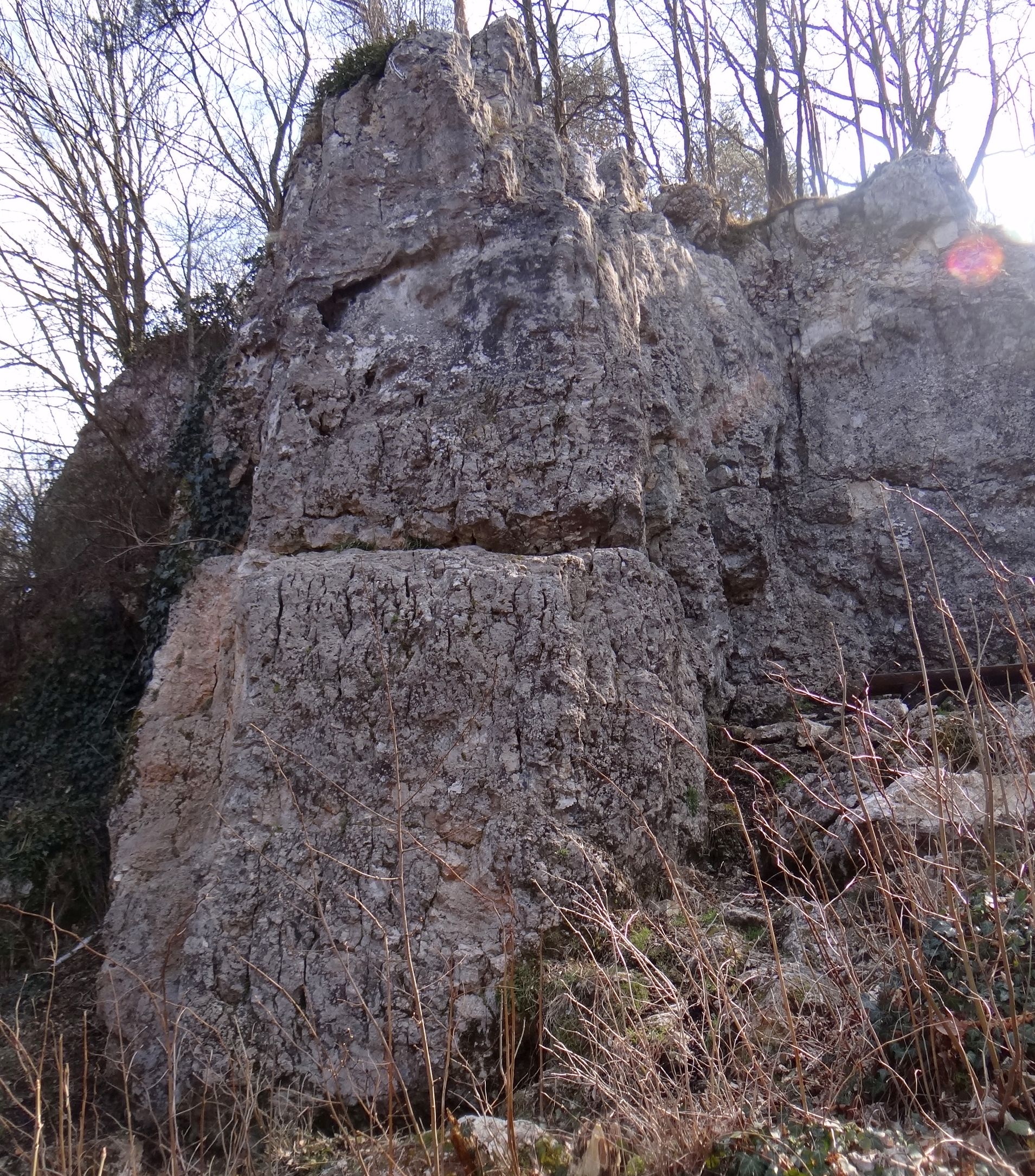
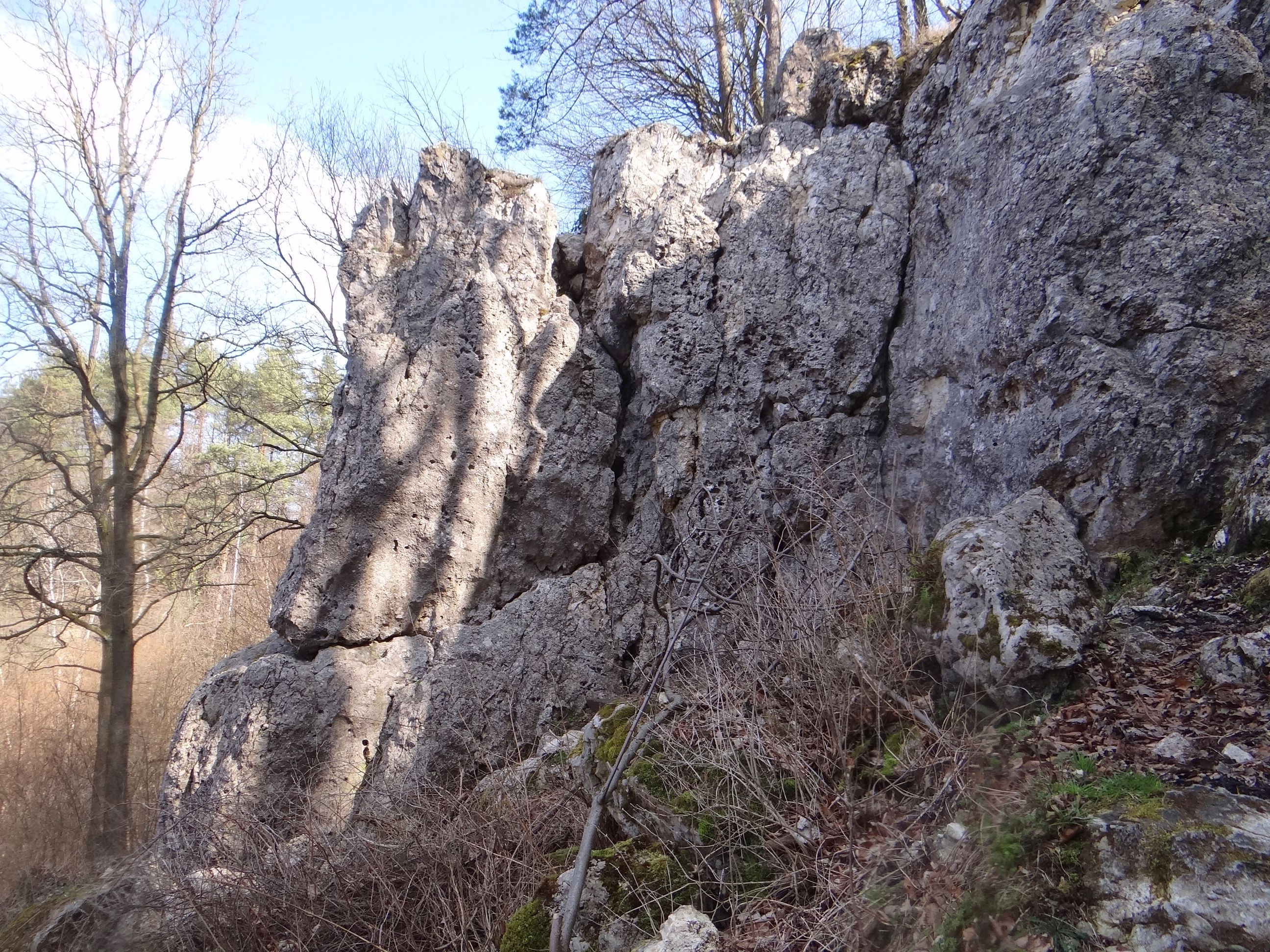
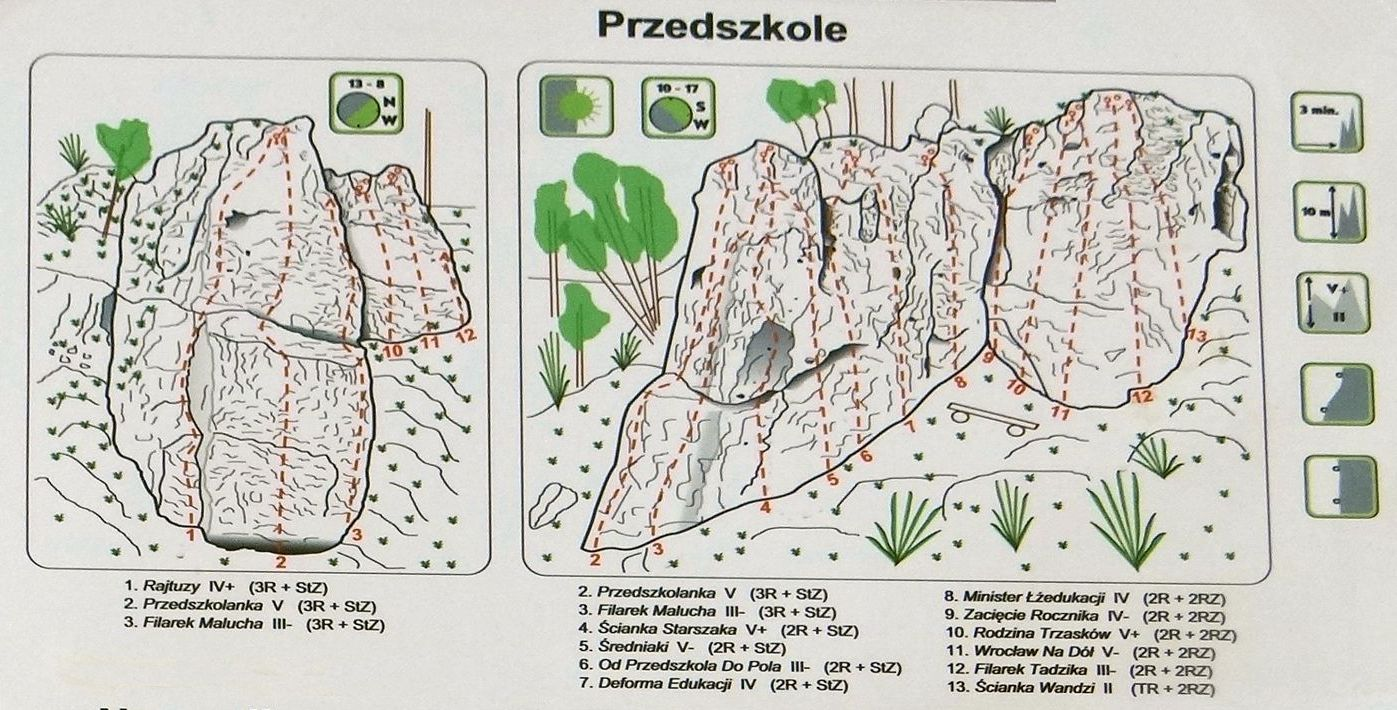
Skałoplany